# Máximo Pacheco Matte
Jorge Máximo Arturo Pacheco Matte (né le 12 février 1953) est un économiste et homme politique chilien. Il est ministre de l'Énergie du deuxième gouvernement de Michelle Bachelet (2014-2018).

## Formation
Né dans la capitale Santiago du Chili, il est le fils de l'homme politique chrétien-démocrate, Máximo Pacheco Gómez (en). Il fréquente le Saint George's College, école située à Las Condes Il étudie à l'Université du Chili, où il obtient un baccalauréat ès arts en administration des affaires. Il termine sa formation en 1976 avec la spécialisation "chef d'entreprise". Il y poursuit et obtient un MBA avec mention en économie.
Il épouse la créatrice Soledad Flanagan, avec qui il a quatre filles.

## Carrière
À l'université, il est membre du Mouvement d'action populaire unitaire (MAPU), un mouvement politique socialiste chrétien allié du président socialiste Salvador Allende de 1970 à 1973. Après le coup d'État de 1973 et la dictature militaire d'Augusto Pinochet, il rejoint le Parti socialiste du Chili.
À la fin des années 1990 et dans les années 2000, il est un proche collaborateur des campagnes présidentielles de Ricardo Lagos et de Michelle Bachelet (2005−2006). Cependant, pendant ces gouvernements, il travaille pour la société américaine de pâtes et papiers International Paper (2000-2012).
Il retourne au Chili en 2013 après avoir quitté le monde des affaires. Il aide Bachelet dans sa campagne pour les élections législatives. Une fois réélue, elle le nomme ministre de l'Énergie en janvier ; il prend ses fonctions le 11 mars 2014.
Le 19 octobre 2016, il démissionne du ministère pour préparer, la pré-candidature présidentielle de Lagos,.